# Petronà
Petronà är en ort och kommun i provinsen Catanzaro i regionen Kalabrien i Italien. Kommunen hade 2 610 invånare (2018).